# Дом (телепередача)
«Дом» — российская телевизионная программа, реалити-шоу, созданное телеканалом ТНТ. Реалити-шоу состояло из 90 серий, выходивших в прайм-тайм с 1 июля по 1 ноября 2003 года.
После него начался более продолжительный и более неоднозначный телепроект «Дом-2», который транслируется с 11 мая 2004 года.

## Правила
Реалити-шоу «Дом» было создано по образу реалити-шоу, выпущенного британской компанией Zeal. Оно заключалось в строительстве дома в Подмосковье, в котором участвовало 12 супружеских пар, которым помогали профессиональные архитекторы, дизайнеры интерьеров, прорабы, строители, ландшафтные дизайнеры.
Пары участников по очереди выбывали, начиная с пятой недели; сначала выбывающая пара определялась на «семейном совете» голосованием самих пар, а выбор между двумя последними парами осуществлялся зрительским голосованием. Пара, оставшаяся в конце, получала построенный дом или его денежный эквивалент — 8 миллионов рублей. На момент выпуска шоу это был крупнейший денежный приз на российском телевидении.

## История проекта
Парами-участниками могли стать пары, готовящиеся к свадьбе в течение месяца или уже женатые, также от них требовалось не иметь собственного жилья. Участники происходили из разных регионов России и имели разные профессии — домохозяйка, бухгалтер, бизнес-леди, военный и т. д.
Сначала ведущим был Николай Басков, потом — Светлана Хоркина, а финальный выпуск вёл Дмитрий Нагиев.
В реалити-шоу «Дом» победила пара Алексей и Рената Пичкалёвы из Перми. Они выбрали денежный эквивалент дома и сообщили, что планируют на эти деньги создать бизнес, а также их часть потратить на благотворительность.